# Lola de Oliveira
Lola de Oliveira (Porto Alegre, 14 de outubro de 1889 — Rio de Janeiro, 19 de abril de 1965) foi uma escritora, artista, jornalista e feminista brasileira.

## Biografia
Filha do ator Júlio de Oliveira e da professora, escritora e atriz Andradina América de Andrade, desde pequena revelou talento para o teatro, e em 1901 protagonizou o monólogo A Boneca de Lucia em um festival promovido pela mãe no Theatro São Pedro de Porto Alegre. Porém, notabilizou-se como jornalista, poetisa e escritora. Viveu em várias cidades acompanhado a trajetória movimentada da mãe, da qual foi importante colaboradora.
Deixou volumosa produção escrita. Foi membro da Sociedade Homens de Letras, colaborou com a revista A Violeta, foi secretária da Revista Ilustrada dirigida pela mãe, e em sua obra destacam-se o volume de contos e crônicas Gente de Agora (1926), as crônicas de viagens Jaú-mirim (1927) e Minhas viagens ao norte do Brasil (1941), os volumes de poesia Ametistas (1922), que foi um sucesso de público, recebendo seis edições, Safiras (1936), o romance A Doutora (1939), uma biografia sobre Andradina intitulada Minha Mãe! (1958), além de textos regionalistas e numerosas crônicas e poesias esparsas.
Também foi professora de arte e pintora, ganhando reconhecimento nesta área no Rio Grande do Sul e em Mato Grosso. Feminista militante, colaborou com o jornal feminista O Corymbo, produziu vários textos defendendo os direitos das mulheres e criticando a visão machista da sociedade de sua época, e foi membro da União das Classes Feministas do Brasil.
Segundo Maria da Conceição Araújo, Lola de Oliveira foi uma "importante representante da cultura feminina no Rio Grande do Sul". Para Hilda Flores, "é certo que superou a obra da mãe, ao deixar a espantosa produção de 36 obras arroladas – entre livros de poesia, romance, contos, crônicas e peças de teatro – além de uma dezena ou uma dúzia de inéditos". Segundo Rosa Gautério, "a partir de Ametistas, Lola teve uma série de publicações bem-sucedidas e não só ajudou no sustento das duas [ela e a mãe] com seu talento, como, também, utilizou algumas de suas obras para militar pelo feminismo, certamente sob influência direta da progenitora. [...] Os títulos de suas crônicas [...] versam, em tom de sarcasmo, acerca do pensamento dos homens sobre o papel da mulher na então sociedade moderna". É patrona da cadeira nº 22 da Academia Literária Feminina do Rio Grande do Sul e seu nome batiza uma rua em Porto Alegre.